# Golden Globe de la jeunesse
Le Golden Globe de la jeunesse (Juvenile Performance) est une récompense aujourd'hui disparue, qui récompensait la prestation cinématographique d'un jeune acteur.
Il fut décerné pour la première fois en 1948, puis de manière irrégulière jusqu'en 1959.

## Liste des lauréats
- 1948 (5e cérémonie) : Dean Stockwell pour Le Mur invisible
- 1949 (6e cérémonie) : Ivan Jandl pour The Search - également Oscar de la jeunesse
- 1950-1952 : Non attribués
- 1953 (10e cérémonie) : Brandon Wilde pour The Member of the Wedding
- 1954-1958 : Non attribués
- 1959 (16e cérémonie) : David Ladd (en) pour Le Fier Rebelle